# Karl Rumbold
Pour les articles homonymes, voir Rumbold.
Charles Rumbold ou Karl Rumbold est un footballeur et un entraîneur autrichien de football. Il dirige l'équipe du RC Strasbourg de juin 1938 à juin 1940. Sous sa conduite, le club est 10e du championnat de France de football 1938-1939 puis remporte le championnat de Dordogne en 1940.